# Ciclomotor

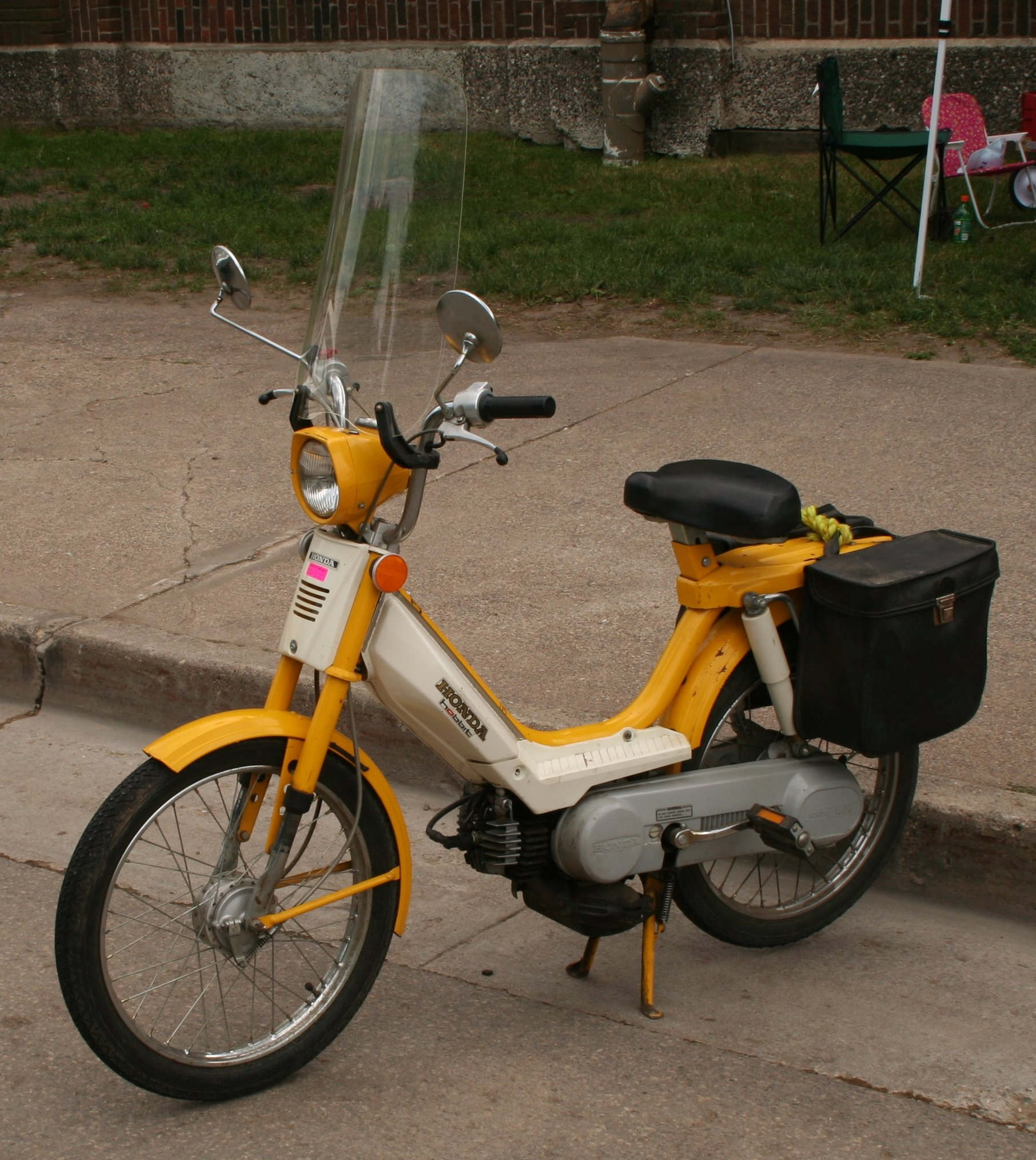
Ciclomotor.

Un ciclomotor o bicimoto es un vehículo de motor, usualmente de gasolina, con características (potencia, cilindrada, velocidad máxima) inferiores a las de una motocicleta. Su cilindrada es menor de 50 cc si es de combustión interna y con una velocidad máxima por construcción no superior a 45 km/h.
En España, a efectos del Reglamento General de Vehículos, el ciclomotor no es considerado como un vehículo de motor.
También se le considera ciclomotor a bicicletas eléctricas que no requieren pedalear para su impulso o cuya potencia excede los 250 W, siendo demasiado potente en comparación de las bicicletas comunes y necesitando equipo y permisos comparables a los necesarios de los ciclomotores tradicionales.

## Sistemas del ciclomotor
- Motor: es el conjunto mecánico responsable de la autopropulsión del ciclomotor y es normalmente de 2 tiempos y 4 tiempos.
- Carburador: elemento cuya finalidad es proporcionar al motor el combustible (mezcla de aire y gasolina) necesario para su funcionamiento.
- Equipo eléctrico: sistema autónomo que alimenta y conduce la corriente eléctrica necesaria para el funcionamiento del motor y el sistema de alumbrado.
- Suspensiones: son independientes en cada una de las dos ruedas y cumplen una doble misión: proporcionar confort al usuario, atenuar las sacudidas que se producen en el conjunto, debido a las irregularidades del terreno, y elevar el nivel de seguridad manteniendo los neumáticos en permanente contacto con el suelo.
- Ruedas y neumáticos: son los elementos de unión entre el conjunto mecánico y la vía o camino por el que se circula.
- Frenos: son los mecanismos alojados en las ruedas que permiten la detención del ciclomotor cuando así lo exijan las circunstancias. Los frenos generalmente son de tambor, aunque los hay de disco.
- Transmisión: es el conjunto mecánico encargado de convertir y canalizar la energía mecánica suministrada por el motor a la rueda motriz.
- Dirección: es el sistema que permite los cambios de trayectoria del vehículo.
- Chasis: es el elemento sobre el que se incorporan el resto de los componentes del ciclomotor, razón por la cual debe ser robusto. Normalmente está construido mediante tubos de acero y algunos más ligeros de aluminio. En los modelos más modernos, incorpora una mínima carrocería consistente en embellecedores y pequeños carenados con fines estéticos y aerodinámicos. Este carenado suele fabricarse con materiales ligeros tales como plástico y fibra de vidrio.

Todos los componentes solidarios con esta pequeña carrocería y el propio chasis se conocen como masas suspendidas, ya que gravitan y se mueven sobre el suelo a través de los amortiguadores y las ruedas, que son las masas no suspendidas.
En algunos motores el cilindro es constituido por una «camisa» que no es más que un tubo cilíndrico de un metal de menor desgaste que el metal del bloque del motor, (acero o aleaciones contra el ligero aluminio), colocado en el bloque del motor y que además del menor desgaste por fricción, posibilita la circulación de agua en su derredor, así como una fácil sustitución cuando se desgaste. Las medidas internas de la «camisa» del cilindro vienen dadas normalmente por el fabricante, pero pueden ser rectificadas en caso de gripaje, siempre que el material utilizado para su fabricación no sea nikasil.

## Sistemas del ciclomotor eléctrico o Moped
- Moped: es un ciclomotor eléctrico con sistema de pedaleo asistido. El nombre viene de la unión de las palabras MOTOR más PEDAL (MOPED). El moped suele compartir tecnología con las bicicletas más que con las motocicletas.

## Legislación

### En España
En España son vehículos que no pueden sobrepasar los 45 km/h por construcción ni permiso. Solamente están autorizados a circular por poblado y por carreteras convencionales por el arcén si no hubiese vía destinada para ellos, no pudiendo en ningún caso circular por autopistas, autovías ni vías reservadas para vehículos a motor, debiendo siempre acudir a una vía alternativa: generalmente una carretera convencional. Como se ha dicho, el artículo 36 del Reglamento de Circulación establece que los ciclomotores han de circular por el arcén si no existiera una vía destinada para ellos, pero comúnmente se malinterpreta por extensión a que también pueden circular por el arcén de una autovía, pero el Reglamento establece explícitamente en su artículo 38.1 que Se prohíbe circular por autopistas y autovías con vehículos de tracción animal, bicicletas, ciclomotores y vehículos para personas de movilidad reducida., exceptuándose únicamente a ciclistas mayores de 14 años cuando no exista alternativa, aunque un ciclomotor sí podría circular por autovía únicamente en caso de emergencia debiendo en todo caso abandonarla por la primera salida.
En España, la entrada en vigor de la ITV para los ciclomotores fue en 2007. Estos vehículos deben pasar la inspección técnica dependiendo de su antigüedad: la primera ITV que pasarán será después de tres años si se trata de un ciclomotor de dos ruedas, y a los cuatro si se trata de un ciclomotor de tres o de cuatro ruedas. Después de pasar esta primera ITV, las siguientes serán cada dos años y cuando esta revisión crea oportuno que la pase todos los años, le será informada al usuario.
En caso de que un ciclomotor no la pasase, se le daría un plazo para que arreglase los daños que pueda causar y otra fecha para volver a pasarla. Podría llegar al punto de inmovilizar el vehículo.

### En Argentina
En Argentina un ciclomotor es legalmente un vehículo motorizado con una cilindrada menor de 50cc (comúnmente 49cc) y que no puede superar los 50 km/h; sin embargo, estos vehículos tienen una velocidad máxima de entre 55 y 60km/h de fábrica. Además, se fabrican unidades que tienen 70cc que también son catalogadas como "ciclomotor".

### En México
En México, los ciclomotores que son vendidos por agencias distribuidoras de motocicletas (principalmente Dínamo e Italika), son comercializados como "motocicletas de trabajo", ya que cuentan con 90cc y van a más de 50 km/h. Por ser estas sus especificaciones no tienen leyes o jurisdicciones especiales distintas a las de las motocicletas comunes.